# Ruta nacional PE-1S
La Panamericana Sur, Longitudinal de la costa sur o Ruta nacional PE-1S es la denominación que se le da a la Ruta 001 en el sur del Perú. Forma parte de la Carretera Panamericana, recorriendo desde el departamento de Lima hasta la frontera con Chile.
Tiene cuatro (04) variantes y cuatro (04) ramales.  Está conformado por las rutas PE-1S B (ramal), PE-1S C (ramal), PE-1S D (variante), PE-1S E (variante), PE-1S F (ramal), PE-1S G (variante), PE-1S H (variante), PE-1S J (ramal) y PE-1S D.
Entre los años 2013 y 2016 se registró 2510 siniestro viales.

## Recorrido

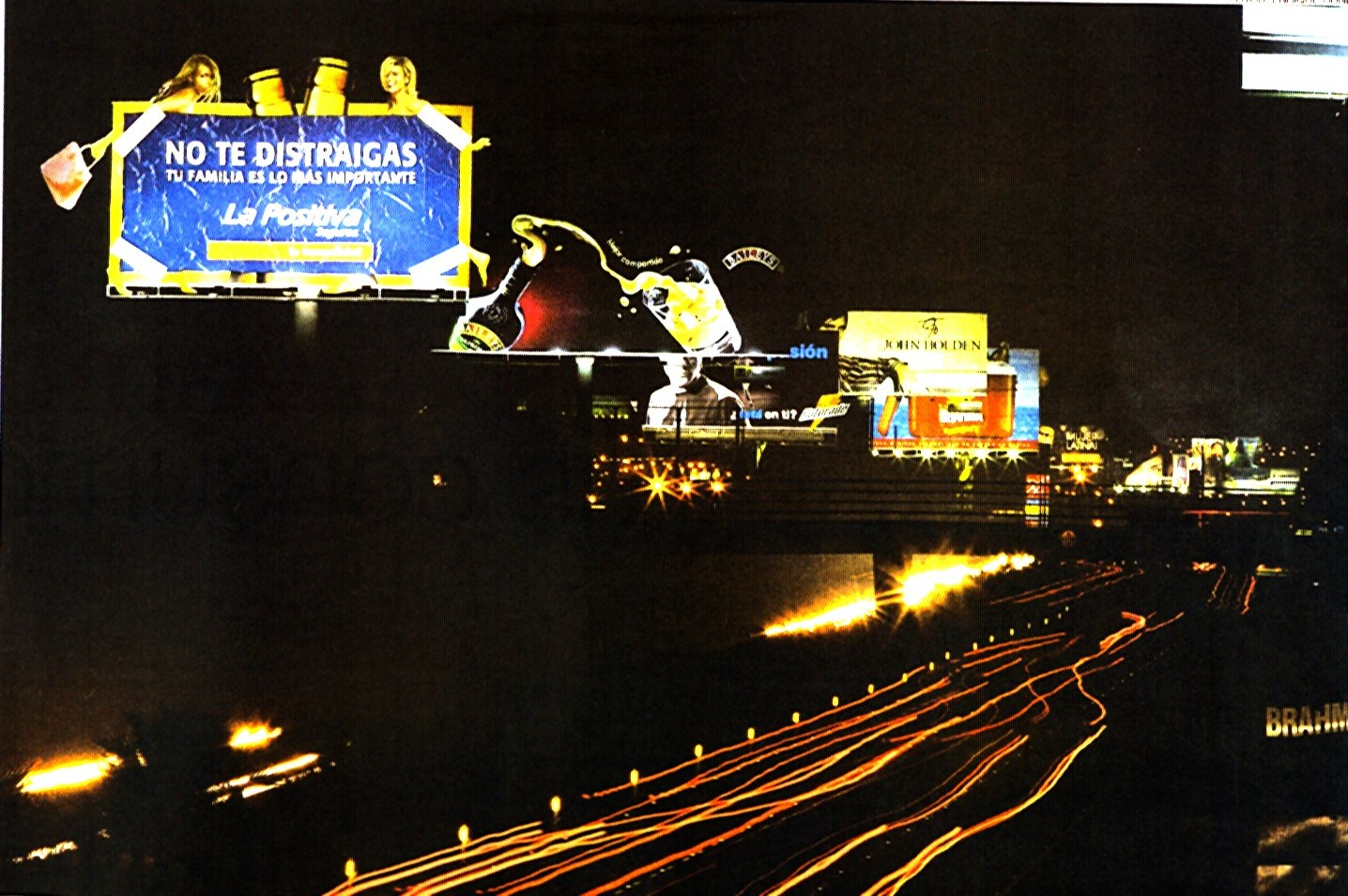
Panamericana Sur en las afueras de Lima

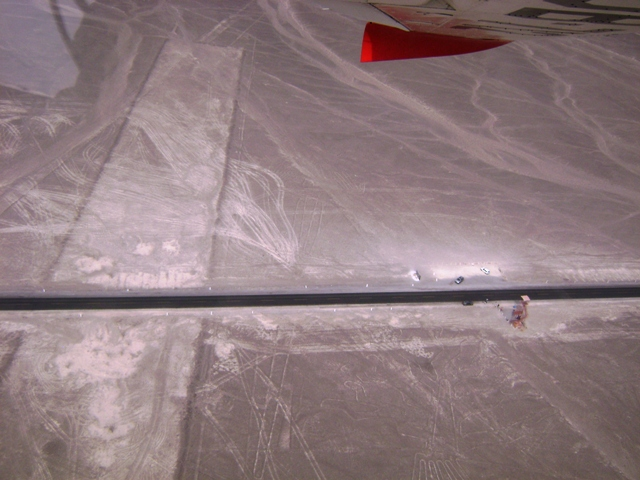
Líneas de Nazca divididas por la Carretera Panamericana

- Lima
- Ica
- Arequipa
- Moquegua
- Tacna
- La Concordia
- Frontera con Chile

## Longitud
La Panamericana Sur tiene una longitud de 1.234,52 km asfaltados, distribuidos de la siguiente manera:
- 175.50 km en Lima
- 343.24 km en Ica
- 428.20 km en Camaná, Arequipa
- 161.90 km en Moquegua
- 125.68 km en Tacna

## Zonas Turísticas y lugares de interés
- Jockey Plaza y Jockey Club
- Hipódromo de Monterrico
- Open Plaza Atocongo
- Mall del Sur
- Pantanos de Villa
- Santuario de Pachacamac
- Museo Nacional del Perú
- Balnearios del Sur de Lima y Sur Chico
- Boulevard de Asia
- Reserva Nacional de Paracas
- Ciudad de Ica y Laguna de la Huacachina
- Líneas de Nazca
- Lomas de Atiquipa
- Ciudad de Arequipa
- Ciudad de Moquegua
- Puerto de Ilo
- Ciudad de Tacna

## Concesionarias
- Lima Expresa: Puente Santa Anita - Intercambio Vial Este.
- Rutas de Lima: Intercambio Vial Este - Puente Pucusana.
- Concesionaria Vial del Perú (COVIPERÚ): Puente Pucusana - Ica.
- Concesionaria Peruana de Vías (COVINCA): Dv. Quilca - Dv. La Repartición; Dv. Matarani- Dv. Moquegua; Dv. Ilo - Tacna - La Concordia.
- Survial: Nazca - Dv. San Juan de Marcona.
- Concesionaria Vial del Sur (COVISUR): Dv. La Repartición - Dv. Matarani; Dv. Moquegua - Dv. Ilo.